# Stuart Highway
Der Stuart Highway ist mit 2720 km Länge eine der wichtigsten Fernstraßen Australiens und verläuft zwischen Darwin und Port Augusta.
Von den Highways in Australien ist der Stuart Highway nach dem National Highway 1 (16.007 km) und dem Great Northern Highway (3204 km) die drittlängste Fernstraße in Australien. Er verläuft überwiegend durch das Red Centre des australischen Kontinents mit geringer Bevölkerungsdichte.

## Geschichte
Die erstmalige Durchquerung des Kontinents von Süd nach Nord gelang 1862 dem Namensgeber des Highways, John McDouall Stuart (1815–1866). Im Juni 1870 begann der Bau der transaustralischen Telegrafenleitung, die am 22. August 1872 eröffnet wurde und die grob die Streckenführung für den Highway vorgab. Zunächst folgte jedoch im Oktober 1877 der Bau der Eisenbahnstrecke Great Northern Railway, die am 2. August 1929 zwischen Port Augusta und Alice Springs fertiggestellt war. Ein erster Road Act von 1884 sorgte für ein systematisches Straßennetz und stellte dessen Finanzierung sicher. Im Jahre 1907 wurde die Strecke erstmals durchgängig von einem Auto befahren.
In der zweiten Hälfte der 1930er Jahre wurde ein einfacher Fahrweg von Darwin bis Larrimah nördlich von Birdum angelegt, der aber kaum unterhalten und nur bei trockenen Verhältnissen befahrbar war.

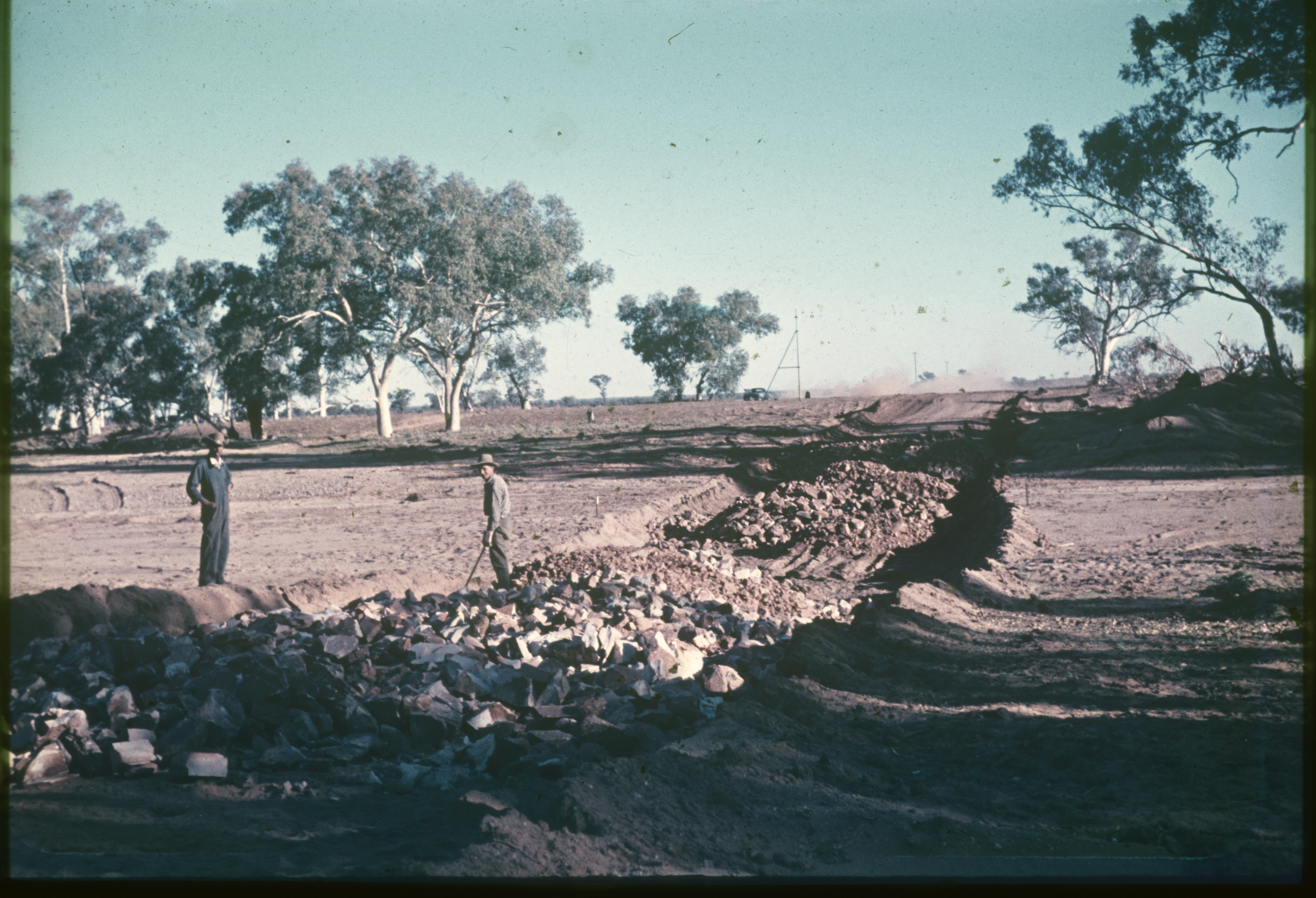
Arbeiten am Stuart Highway südlich von Alice Springs (1957 oder 1958)

Mit dem Ausbruch des Zweiten Weltkriegs entstand ein dringender Bedarf für mehr und bessere Überlandtransportwege nach Darwin. Der „Track“ (deutsch „Spur“) wurde von Darwin nach Süden ausgebaut. 1941 waren die ersten 115 Kilometer bis Adelaide River zu einer guten Straße ausgebaut. Aufgrund des vielen Verkehrs – vor allem Militärtransporte – und der Wetterverhältnisse erhielten die rund 500 Kilometer bis Larrimah 1943 eine neue Oberschicht aus Bitumen. 1944 hatte die ganze Strecke bis zur Grenze mit South Australia einen Bitumen-Belag.
1978 begannen Arbeiten, um den ganzen Stuart Highway zu asphaltieren, auszubauen und zu erweitern. Dazu gehörten ein besserer Unterbau, Entwässerung und der Ersatz des groben Bitumens sowie abschnittsweise eine neue Streckenführung. Arbeiten konnten in der Wüste Südaustraliens nur während der „kühleren“ Monate zwischen April und Oktober durchgeführt werden. Die Verwandlung der Schotterpiste in eine moderne Straße zog sich deshalb hin. Die offizielle Eröffnung des vollständig asphaltierten Stuart Highway fand am 24. März 1987 durch den Verkehrsminister Peter Morris statt.

## Verlauf

### Überblick

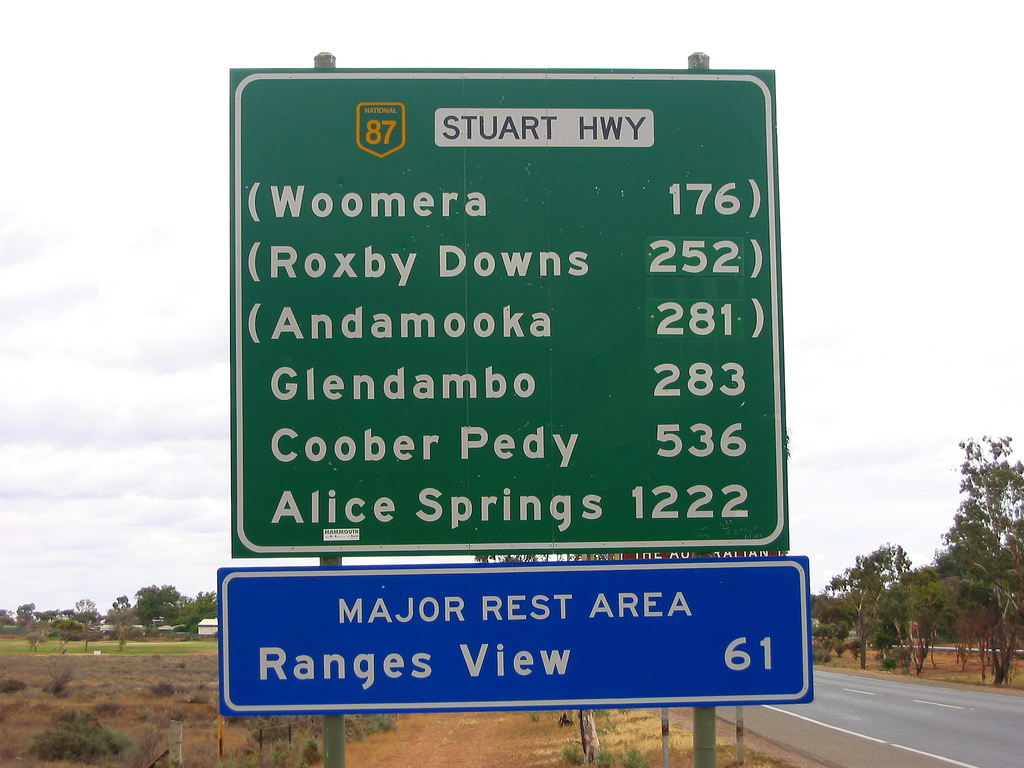
Entfernungen von Port Augusta aus

Der Stuart Highway verläuft durch zwei der neun Bundesstaaten/Territorien Australiens in Nord-Süd-Richtung vom tropischen Nordaustralien in das subtropische Südaustralien. Wegen seiner Nord-Süd-Richtung gibt es auf dem Highway nur eine Zeitzone. Er durchquert in Höhe von Alice Springs das geografische Zentrum des Kontinents. Der Highway führt überwiegend durch den australischen Outback mit geringer Bevölkerungsdichte und nur wenigen, teilweise in großer Entfernung voneinander liegenden Versorgungs- und Unterkunftsfazilitäten.
| Ortschaft        | Bundesstaat        | Entfernung |
| ---------------- | ------------------ | ---------- |
| Darwin           | Northern Territory | 0          |
| Katherine        | Northern Territory | 315        |
| Mataranka        | Northern Territory | 107        |
| Daly Waters      | Northern Territory | 164        |
| Newcastle Waters | Northern Territory | 125        |
| Tennant Creek    | Northern Territory | 278        |
| Alice Springs    | Northern Territory | 508        |
| Erldunda         | Northern Territory | 199        |
| Marla            | South Australia    | 253        |
| Coober Pedy      | South Australia    | 234        |
| Woomera (Pimba)  | South Australia    | 365        |
| Port Augusta     | South Australia    | 172        |
| Stuart Highway   | gesamt             | 2720       |

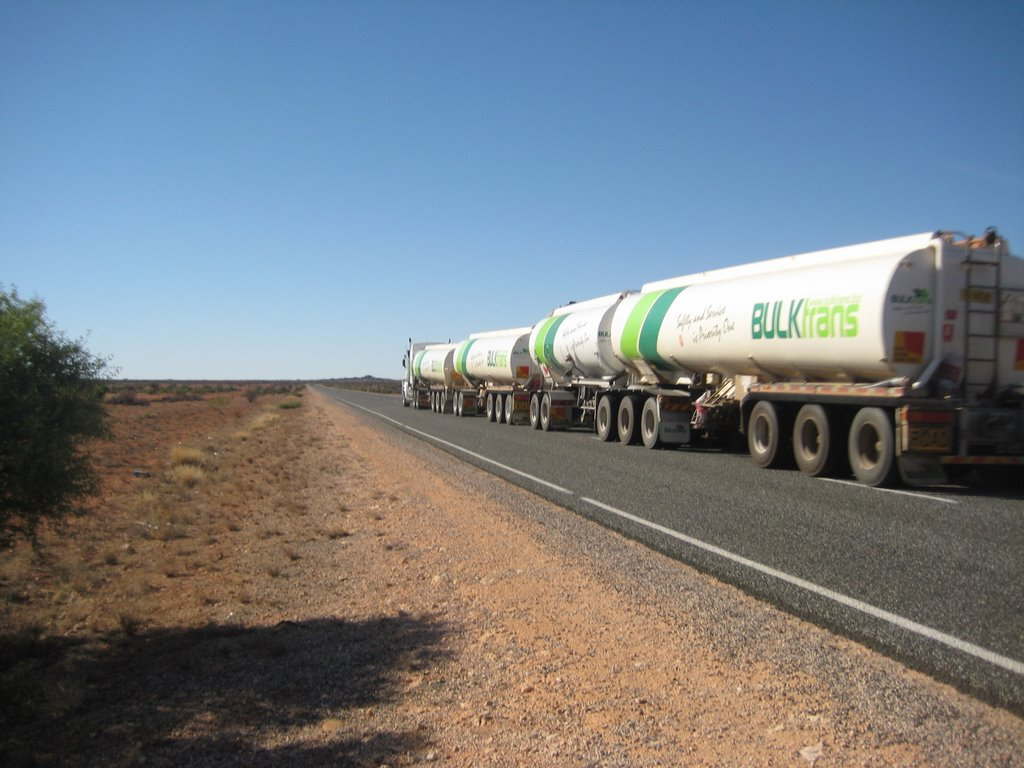
Ein Road Train mit drei Anhängern und 19 Achsen auf dem Stuart Highway

Beginnend in Darwin gilt der Stuart Highway bis Katherine als Panoramastraße mit dem Kakadu-Nationalpark östlich von Darwin und dem Nitmiluk-Nationalpark nordöstlich von Katherine. Südlich von Tennant Creek führt der Highway an Karlu Karlu (englisch Devil's Marbles) vorbei. Es folgt Alice Springs, die einzige Stadt am Highway außer Darwin und Port Augusta. Von hier aus verläuft der Highway südlich und erreicht nach 199 km Erldunda, wo der Lasseter Highway abzweigt und in östlicher Richtung zum Uluṟu-Kata-Tjuṯa-Nationalpark mit dem Ayers Rock führt.
Der nördliche Hauptabschnitt zwischen Darwin und Alice Springs ist fast 1500 km lang, der südliche Abschnitt bis Port Augusta hat eine Länge von fast 1225 km. Bereits in Südaustralien liegt der Opalminenort Coober Pedy. Es folgt das offizielle Ende des Stuart Highways in Port Augusta, von wo aus der National Highway A1 über 308 km nach Adelaide führt. Der höchste Punkt im Verlauf des Highways liegt auf 731 m, der niedrigste auf 9 m.

### Detailverlauf

#### Northern Territory
Der Stuart Highway beginnt respektive endet nahe dem Zentrum von Darwin an der Kreuzung von Smith Street und Daly Street. Weiter südlich liegt der Abzweig des Arnhem Highway (S36) in Richtung Kakadu-Nationalpark und die Stadt Palmerston, eine der größten Vorortsiedlungen Darwins. Etwa 15 Kilometer nördlich von Palmerston passiert der Stuart Highway den Flughafen von Darwin.
Bei Pine Creek zweigt mit dem Kakadu Highway (S21), die südliche der beiden Hauptstraßen in den Kakadu-Nationalpark, ab. Es folgen die Orte Adelaide River, bekannt als Zufahrt zum Litchfield-Nationalpark, und Noonamah. Weiter in südöstlicher Richtung verlaufend erreicht der Stuart Highway Katherine mit dem nahe gelegenen Nitmiluk-Nationalpark, der vor allem für die 13 Schluchten der Katherine Gorge bekannt ist. In Katherine zweigt nach Westen der Victoria Highway, Teil des National Highway 1, ab. Es folgen Larrimah und Mataranka, wo der Roper Highway (S20) abzweigt.
Kurz vor Daly Waters, das vor allem für sein Roadhouse bekannt ist, trifft von Osten her der Carpentaria Highway (R1), die östliche Fortsetzung des National Highway 1, auf den Stuart Highway. Von Darwin bis Daly Waters ist der Stuart Highway als National Highway 1 ausgeschildert. In seinem weiteren Verlauf passiert der Stuart Highway die Felsformationen der Karlu Karlu, besser bekannt als Devil's Marbles. Es folgen die Ortschaften Wauchope, Wycliffe Well, Barrow Creek und Ti-Tree. Danach wird Threeways erreicht. Hier zweigt der Barkly Highway (A66) in Richtung Osten ab und führt nach Mount Isa im nördlichen Queensland. Nächstgelegene größere Ortschaft am Stuart Highway ist die alte Goldgräberstadt Tennant Creek, etwa 500 Kilometer nördlich von Alice Springs.
Weiter südlich erreicht der Stuart Highway Alice Springs, die einzige größere Stadt im Outback Australiens. Die Stadt ist die wichtigste Versorgungsstation im Zentrum des Landes und Ausgangspunkt für Touren zu den touristischen Highlights der MacDonnell Ranges. Der Ross Highway (S8) führt in die East McDonnell Ranges, der Larapinta Drive (S2 / S6) führt in die West McDonnell Ranges und nach Hermannsburg. Wenige Kilometer außerhalb von Alice Springs zweigt die Tanami Road (S5) in westlicher Richtung vom Stuart Highway ab. Weitere 50 Kilometer nördlich zweigt der Plenty Highway (S12) in östlicher Richtung ab. Dieser Highway führt, wie der kurz nach dem Abzweig vom Stuart Highway angeschlossene Sandover Highway (S14), in den Nordwesten Queenslands.
94 Kilometer vor der Grenze zwischen dem Northern Territory und South Australia liegt Erldunda. Hier zweigt der Lasseter Highway (S4) nach Yulara, dem Uluṟu-Kata-Tjuṯa-Nationalpark und dem Watarrka-Nationalpark mit dem Kings Canyon ab. Zwischen Erldunda und dem Abzweig des Plenty Highway ist der Stuart Highway auch gleichzeitig Teil des Outback Highways, der das nördliche Queensland mit dem südlichen Western Australia verbindet.
Weitere Ortschaften entlang des Stuart Highways sind Renner Springs, Elliott, Newcastle Waters und Dunmarra, wo der Buchanan Highway (R80) abzweigt und ins nördliche Westaustralien führt.

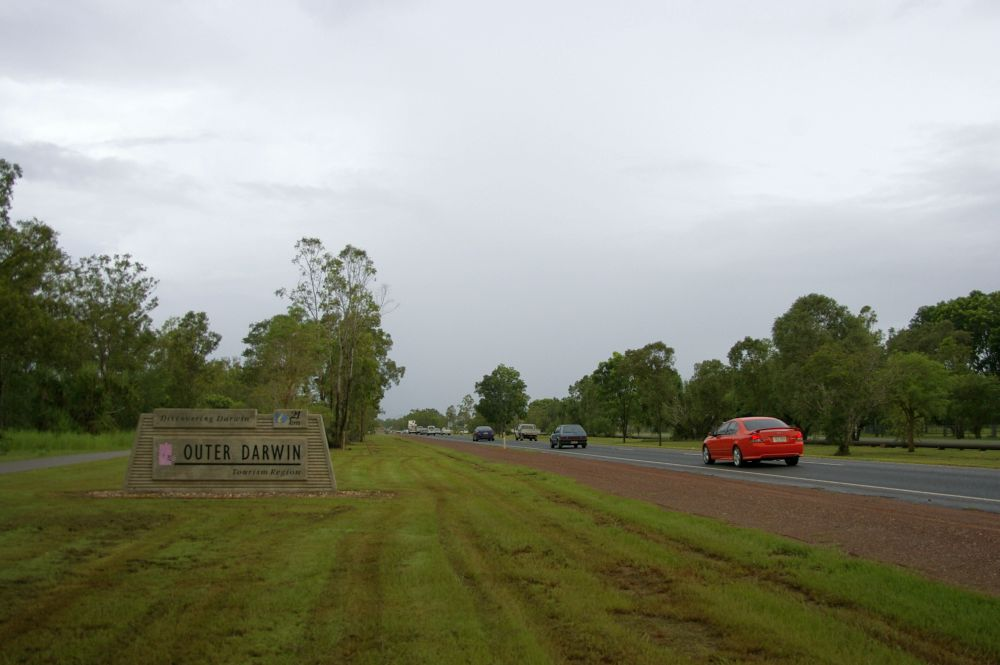
Der Stuart Highway in den Vororten von Darwin
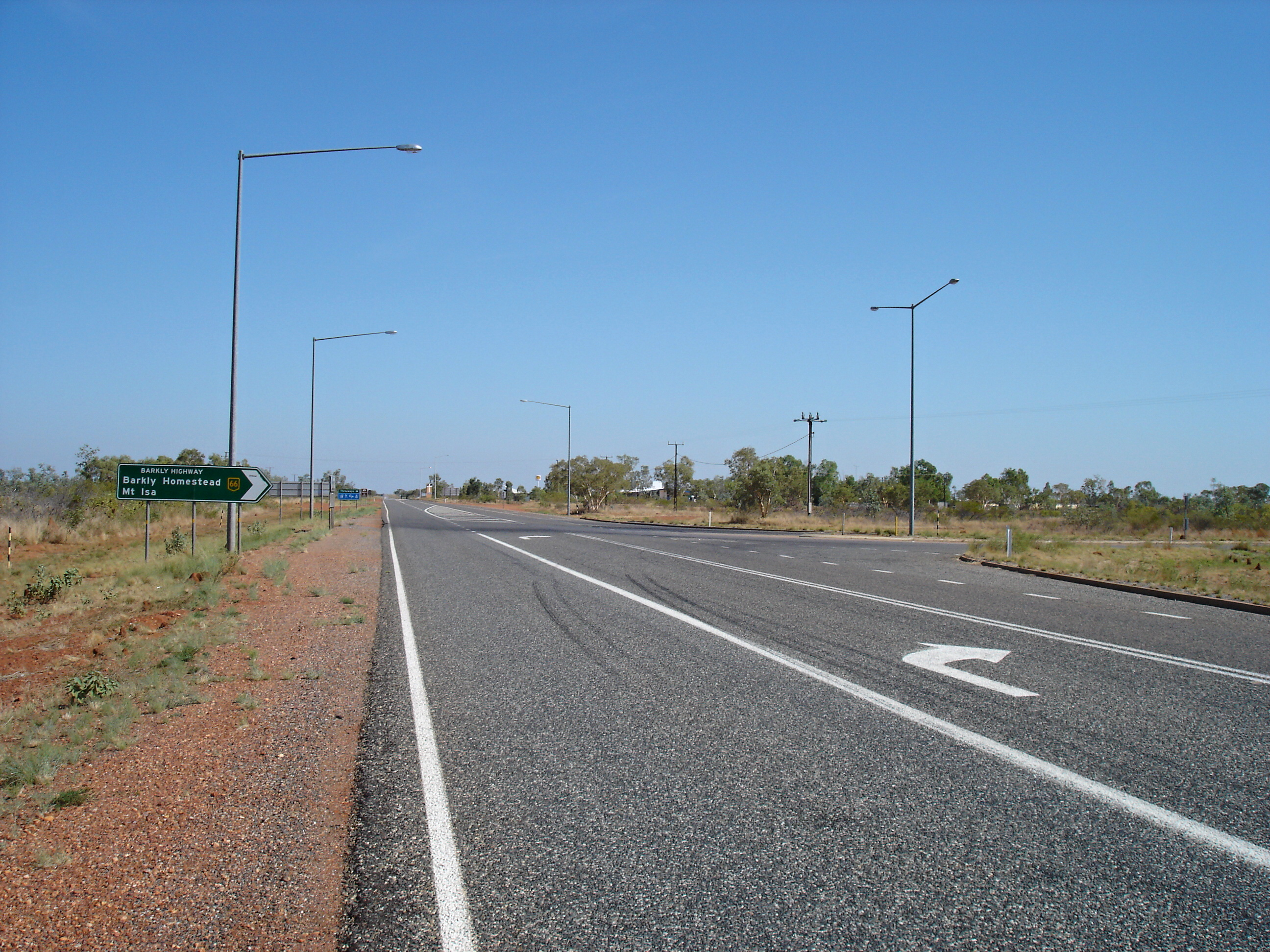
Abzweig zum Barkly Highway bei Tennant Creek
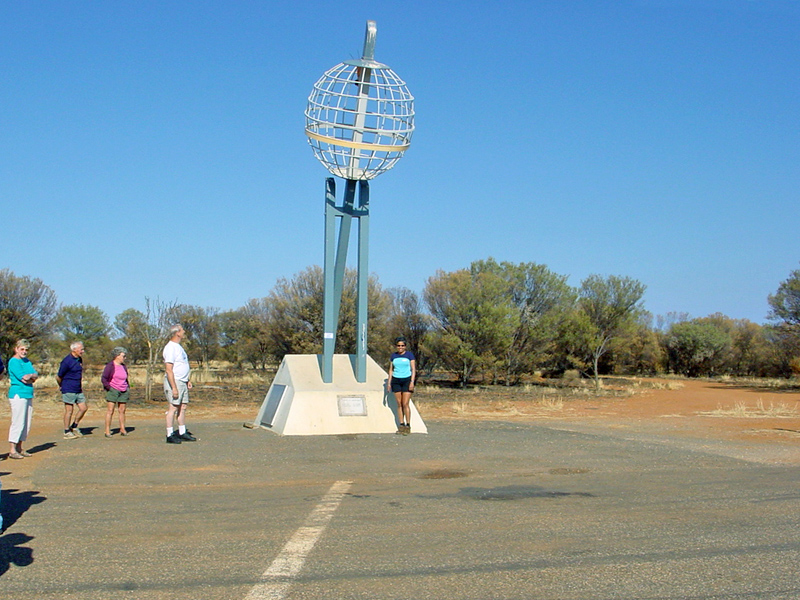
Der südliche Wendekreis am Abzweig der Tanami Road nördlich von Alice Springs
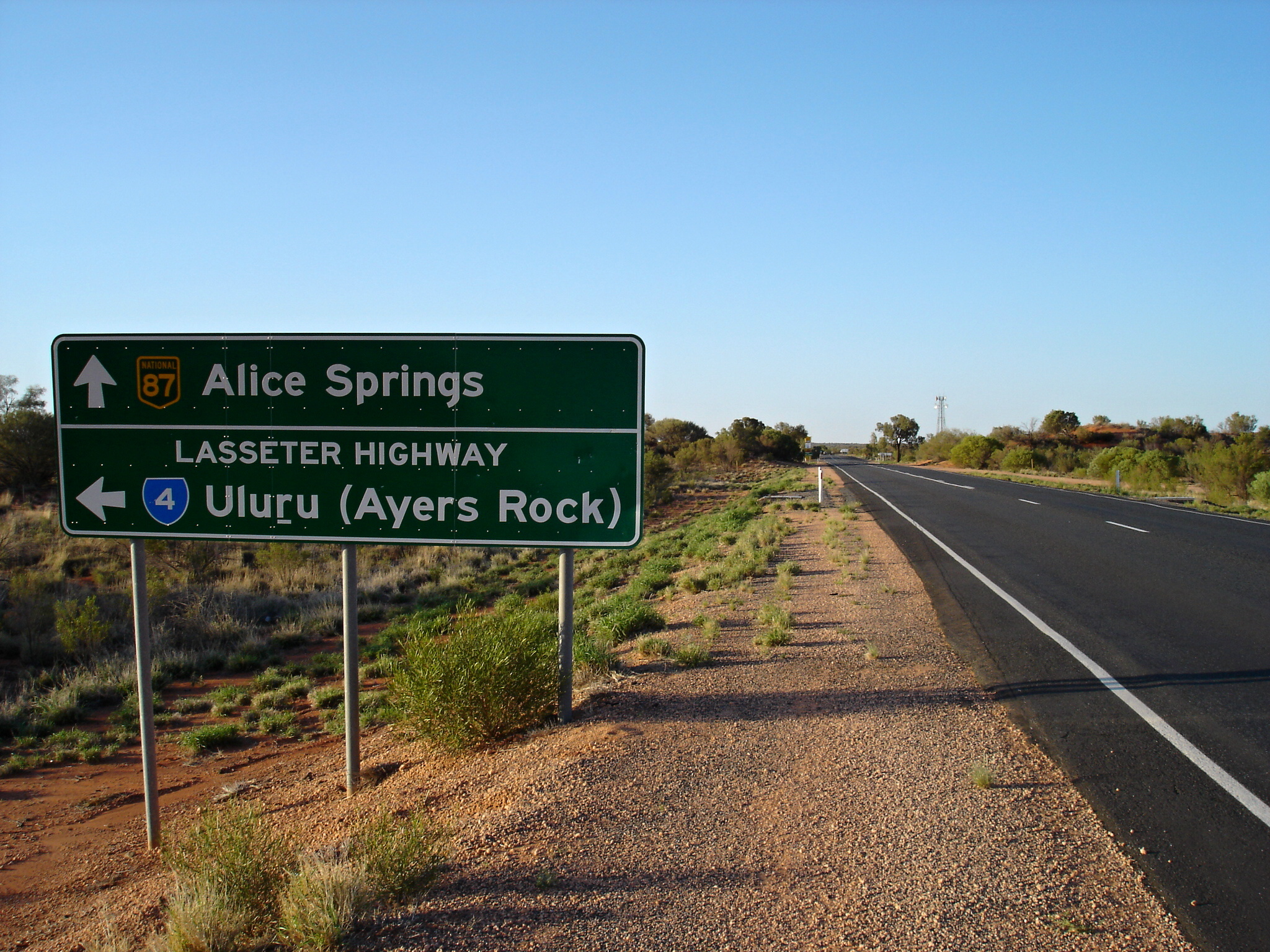
Abzweig zum Lasseter Highway in Erldunda
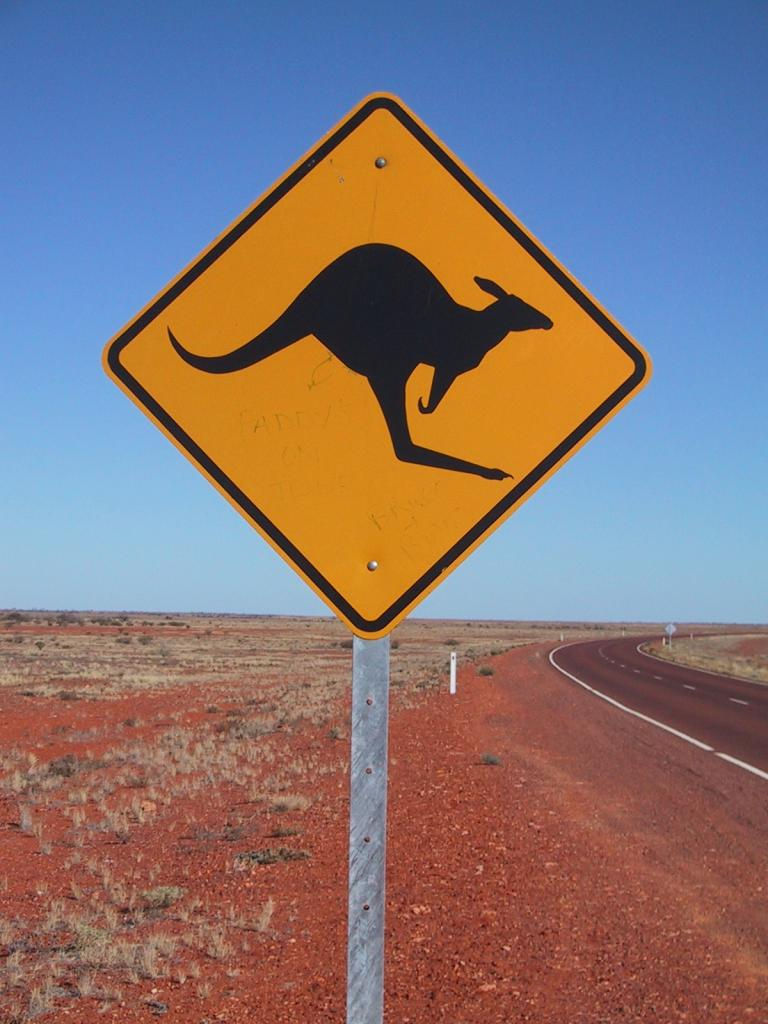
Verkehrszeichen am Stuart Highway

#### South Australia
Erster wichtiger Ort in South Australia ist Marla, 160 km südlich der Grenze. Hier befindet sich das nördliche Ende des von Osten her kommenden Oodnadatta Track nahe der Ortschaft Pimba. Diese Straße führt nach Woomera, Roxby Downs, den Andamooka-Opalfeldern und der Olympic Dam Mine, bevor sie den Oodnadatta Track erreicht. Coober Pedy gilt als die „Opal-Hauptstadt der Welt“. Die Stadt ist geprägt von überdimensionalen „Maulwurfshügeln“, die von den Opalschürfern aufgeschüttet wurden, und den unterirdischen Behausungen seiner Bewohner. In Coober Pedy zweigen nach Westen der Anne Beadell Highway, nach Osten die William Creek Road und nach Norden die Straße nach Oodnadatta ab. Der Abschnitt in der Nähe von Glendambo wird auf beiden Seiten des Highways von großen Salzseen wie dem Lake Gairdner geprägt. Bis kurz vor Glendambo verlaufen parallel zum Highway auch die Gleise der Transaustralischen Eisenbahn, auf denen The Ghan und der Indian Pacific verkehren. Von Glendambo aus verläuft der Stuart Highway durch die Woomera Prohibited Area.
Der Stuart Highway endet respektive beginnt schließlich in Port Augusta, gelegen am nördlichen Ende des Spencer Gulf. Dort teilt sich der von Süden kommende Princes Highway (NA1) in den Stuart Highway (NA87) und den nach Westen führenden Eyre Highway (NA1).

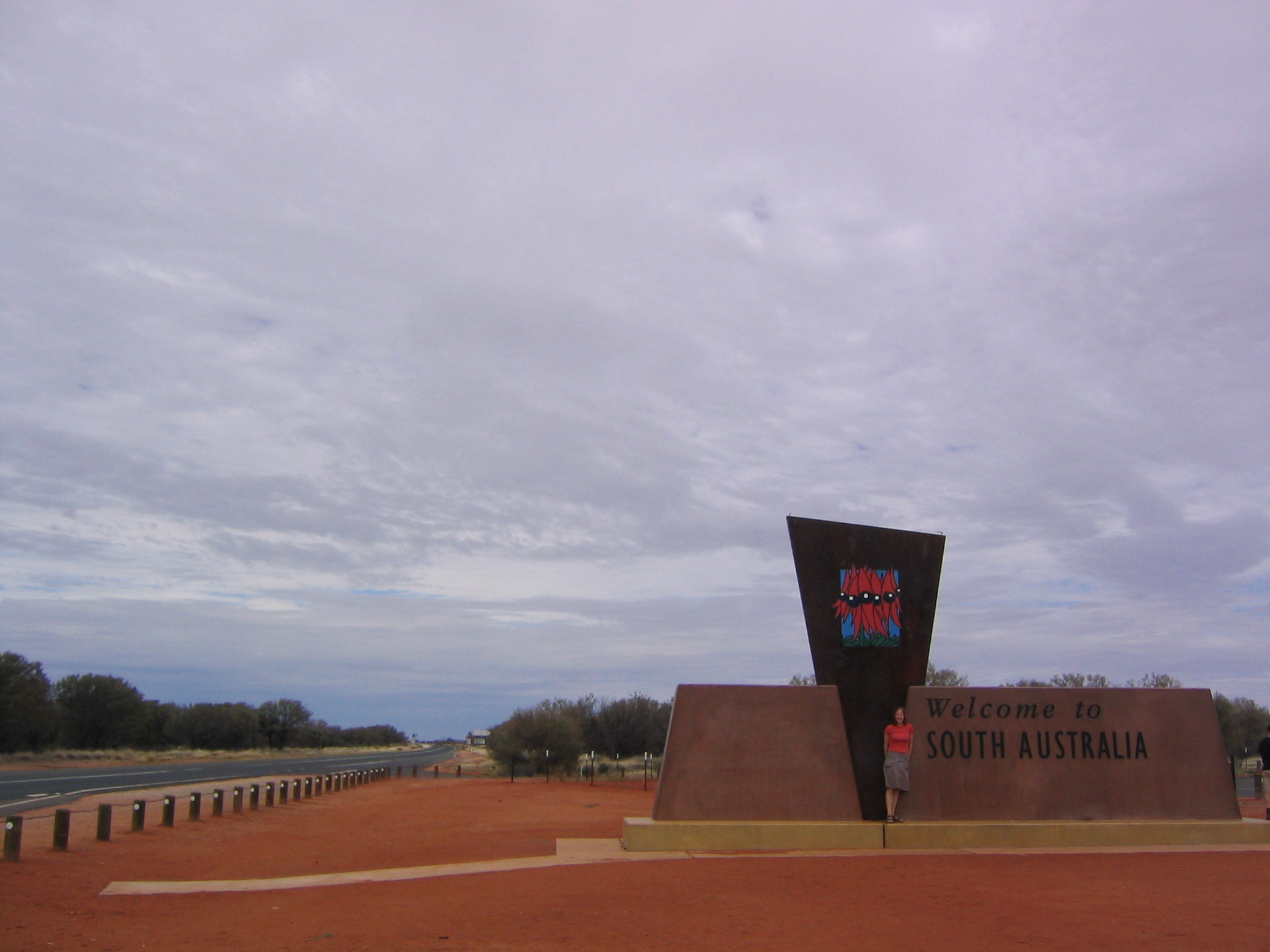
Grenze zu Südaustralien
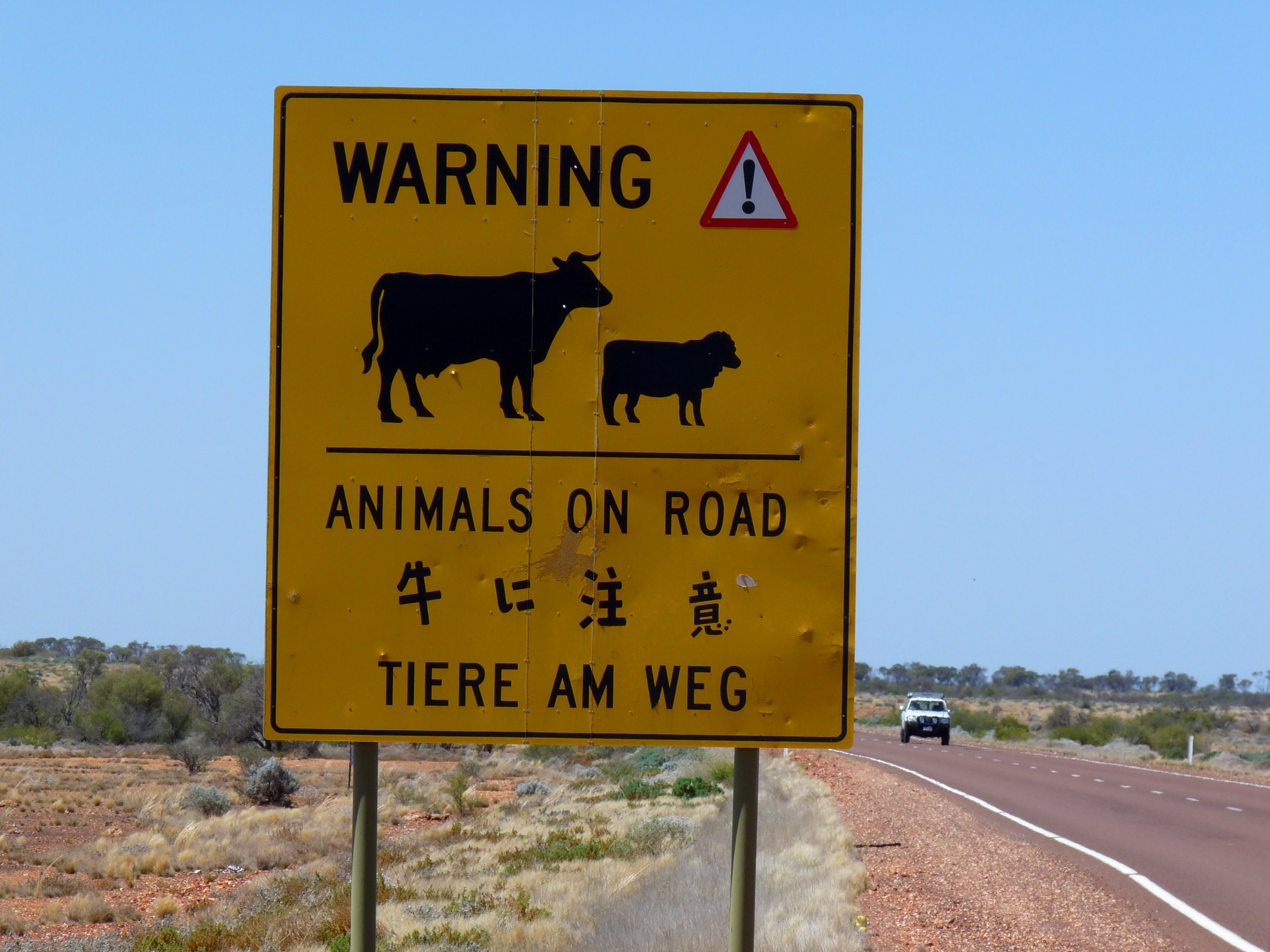
Dreisprachiges Warnschild nahe Coober Pedy
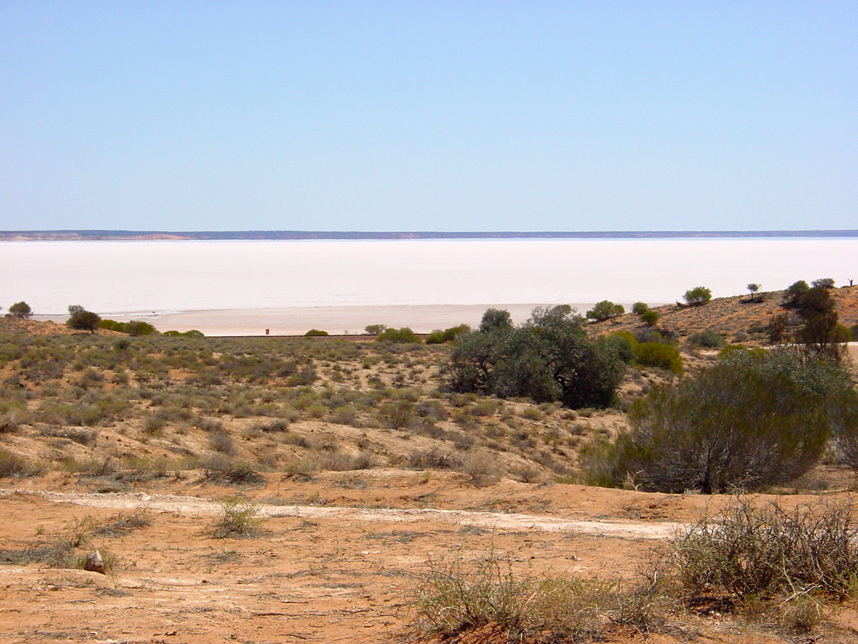
Ein Salzsee bei Woomera

## Besonderheiten

### Solar Challenge

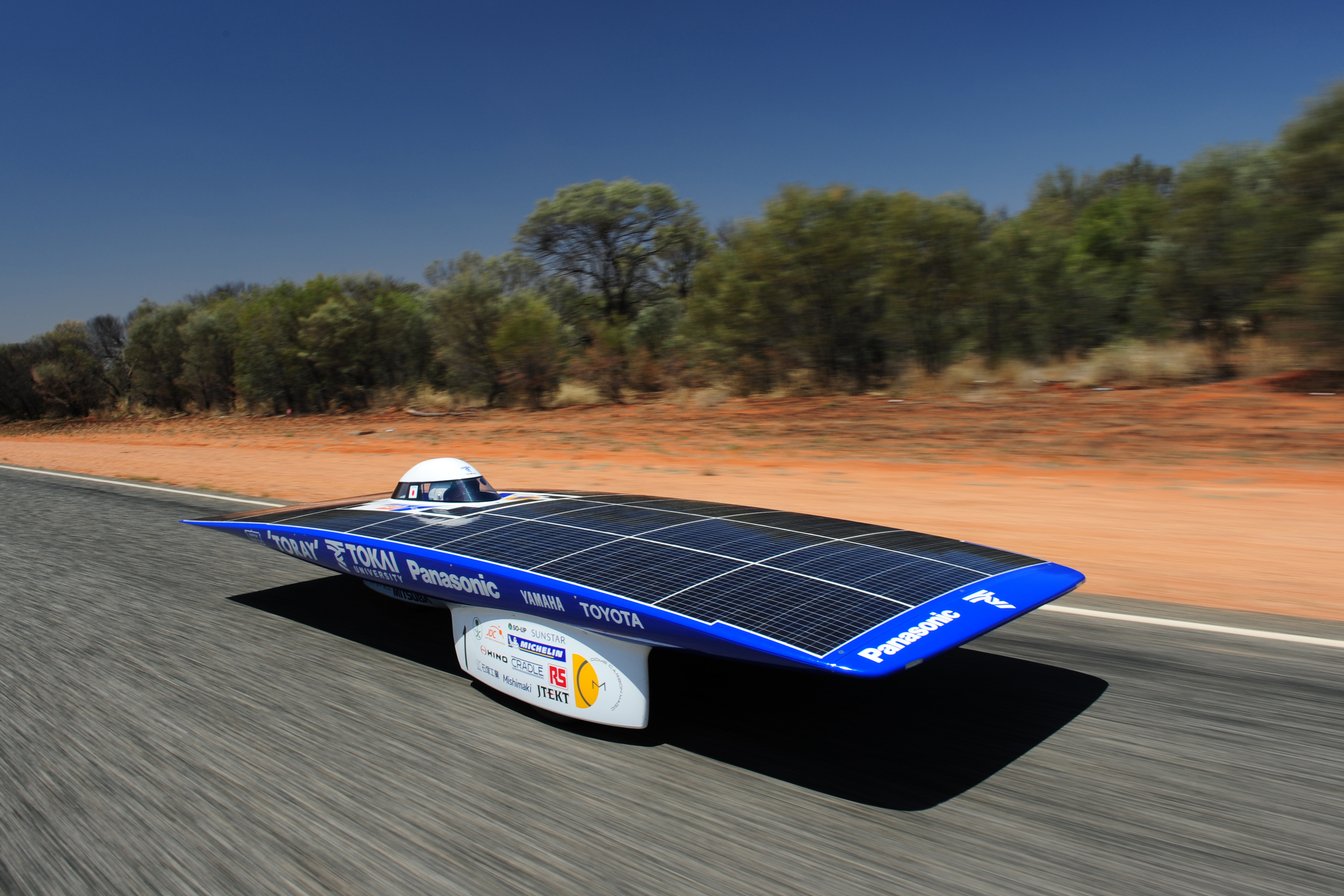
Sieger der World Solar Challenge 2011

Seit 1987 wird alle zwei Jahre auf dem Stuart Highway die World Solar Challenge ausgetragen. Dabei handelt es sich um eine Wettfahrt für Fahrzeuge mit Solarantrieb, die im laufenden Verkehr ausgetragen wird und der Entwicklung alltagstauglicher Solarfahrzeuge dienen soll.

### Cannonball Run
1994 fand der erste und bisher einzige Cannonball Run in Australien statt. Dieser war nach amerikanischem Vorbild ein Hochgeschwindigkeitsrennen für Sportwagen privater Personen und Hobbyrennfahrer. Die Rennstrecke führte von Darwin nach Yulara und zurück. Bei einem Unfall an einem Checkpoint südlich von Alice Springs wurden vier Menschen getötet. Danach wurde für den Rest des Rennens eine Geschwindigkeitsbegrenzung von 150 km/h eingeführt.

### Royal Flying Doctor Service
Wie andere Highways im australischen Outback dient auch der Stuart Highway als Notlandepiste für den Royal Flying Doctor Service of Australia. Abschnitte des Highways sind speziell als Notlandepiste gekennzeichnet; besondere Vorsicht ist beim Befahren dieser Straßenabschnitte gefordert. Im Falle der Landung eines Flugzeuges müssen alle Fahrzeuge die Straße verlassen.

## Kennzeichnung

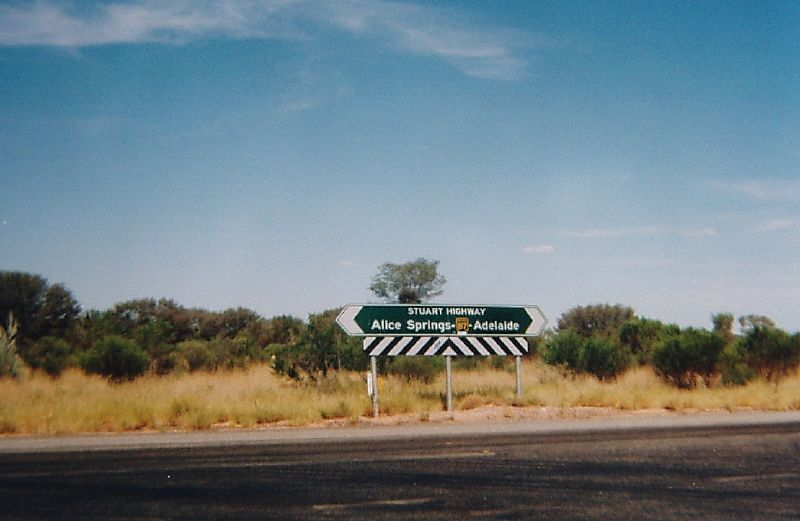
Wegweiser am Stuart Highway

Die offizielle Straßenbezeichnung der einzelnen Abschnitte ist:
- National Highway A87 in South Australia,
- National Highway 87 von der Grenze nach South Australia bis nach Daly Waters und
- National Highway 1 von Daly Waters nach Darwin.

Oftmals findet man aber auch Schilder mit der Aufschrift „Stuart Highway“.
Seit einigen Jahren bekommen die australischen Highways offiziell touristenwirksame Namen und Kennzeichnungen. Im Falle des Stuart Highways (inklusiver Verlängerung bis Adelaide) lautet diese „Explorer Highway“.